# Park Narodowy Kanha
Park Narodowy Kanha – park w środkowych Indiach, w stanie Madhja Pradesh, w północnej części wyżyny Dekan. Powierzchnia 940 km². Utworzony w 1935 jako rezerwat, status parku narodowego uzyskał w 1955. Leży w centrum dużego rezerwatu Kanha Tiger utworzonego w 1974 w celu ochrony tygrysa bengalskiego. Park Narodowy Kanha jest jedną z najważniejszych ostoi tego ssaka w Indiach (na terenie parku żyje ok. 100 osobników). Obejmuje obszar pagórkowatej i falistej równiny okalającej doliny Banjar i Halon, na południe od wzgórz Maikala. Występują tu niewielkie jeziorka. Roślinność stanowią zarośla bambusowe, suche lasy podrównikowe i trawiasta sawanna. W parku żyje ponad 200 gatunków ptaków i około 22 gatunków ssaków. Ostoja zagrożonej wyginięciem barasingi. Z drapieżników spotyka się lamparta i niedźwiedzia wargacza. Liczne kopytne: kanczyl indyjski, aksis, antylopa nilgau indyjski, sambar, czykara, mundżak indyjski i gaur.